# Rothmannia fischeri
Rothmannia fischeri là một loài thực vật có hoa trong họ Thiến thảo. Loài này được (K.Schum.) Bullock ex Oberm. miêu tả khoa học đầu tiên năm 1937.